# José Dámaso Anzoátegui
José Dámaso Anzoátegui fue un militar argentino que luchó en la guerra de independencia y en las guerras civiles de su nación.

## Biografía
José Dámaso Anzoátegui nació en la ciudad de Buenos Aires del Virreinato del Río de la Plata en 1777, hijo de Bernardo Anzoategui Ascasíbar, natural de Guipúzcoa, España, y de la porteña Mariana Figueroa González.
Prestó servicio en la provincia de Misiones como ayudante del Comandante de Armas Agustín de la Rosa entre 1808 y el mes de mayo de 1810. Al producirse la Revolución de Mayo de 1810 regresó a Buenos Aires para sumarse a la causa patriota.
En 1811 ascendió al grado de capitán y en 1817 a sargento mayor. Sirvió en el Estado Mayor de la ciudad hasta 1821 como ayudante del coronel José Gregorio Belgrano. Luchó en las guerras civiles argentinas.
Pasó a retiro durante la reforma del 28 de febrero de 1822, dedicándose al comercio.
Estaba casado con Paula Antonia Benítez, con quien tuvo dos hijos: Manuel y Antonia Anzoátegui Benítez.
Tuvo numerosos hermanos, algunos de los cuales destacaron al servicio de su patria: Braulio (-†1830), Francisco (1770-?), Teresa (1771-†1772), Tadea (1772-?), José Antonio (1774-?), el teniente coronel de artillería Bernardo Joaquín (1775-†1846), Juan José (1778-?), el capitán de marina José Gabino (1779-†1828), el sargento mayor de marina Laureano (1782-†1847), Ramona Josefa (1783-?), Manuela (1791-?), Juan Bernabé (1792-?) y María Nicolasa Anzoátegui Figueroa.